# (8968) Europaeus
(8968) Europaeus (1212 T-2) – planetoida z pasa głównego asteroid okrążająca Słońce w ciągu 5,23 lat w średniej odległości 3,01 au. Odkryta 29 września 1973 roku.